# アレックス・ローズ (陸上選手)
アレックス・ローズ（Alex Rose、1999年8月15日 - ）はサモアの陸上競技選手、専門は円盤投。アメリカ合衆国ミシガン州オゲモー郡ウエストブランチ出身。男子円盤投、ハンマー投のサモア国内記録保持者。サモアとアメリカ合衆国の二重国籍。
グランドラピッズのテクノロジー企業でテクニカルセールスエンジニアとして働いている。
2016年のリオデジャネイロオリンピックの男子円盤投に出場した。
2021年の東京オリンピックでも男子円盤投に出場し、開会式では旗手を務めた。
2022年にユージーンで開催された世界陸上競技選手権大会の男子円盤投では、2013年以来連続出場5大会目にして初めて決勝に進出し、8位入賞となった。

## 主な戦績
| 年   | 大会                         | 開催地           | 種目       | 順位            | 記録   | 備考 |
| ---- | ---------------------------- | ---------------- | ---------- | --------------- | ------ | ---- |
| 2012 | オセアニア陸上競技選手権大会 | ケアンズ         | 円盤投     | 優勝            | 56.29m |      |
| 2012 | オセアニア陸上競技選手権大会 | ケアンズ         | ハンマー投 | 優勝            | 51.10m |      |
| 2013 | オセアニア陸上競技選手権大会 | パペーテ         | 砲丸投     | 優勝            | 17.22m |      |
| 2013 | オセアニア陸上競技選手権大会 | パペーテ         | 円盤投     | 優勝            | 56.05m |      |
| 2013 | オセアニア陸上競技選手権大会 | パペーテ         | ハンマー投 | 優勝            | 55.49m |      |
| 2013 | 世界陸上競技選手権大会       | モスクワ         | 円盤投     | 予選敗退 (29位) | 56.19m |      |
| 2015 | オセアニア陸上競技選手権大会 | ケアンズ         | 砲丸投     | 優勝            | 16.89m |      |
| 2015 | オセアニア陸上競技選手権大会 | ケアンズ         | 円盤投     | 優勝            | 60.95m |      |
| 2015 | オセアニア陸上競技選手権大会 | ケアンズ         | ハンマー投 | 準優勝          | 53.29m |      |
| 2015 | パシフィックゲームズ         | ポートモレスビー | 砲丸投     | 準優勝          | 16.58m |      |
| 2015 | パシフィックゲームズ         | ポートモレスビー | 円盤投     | 優勝            | 56.40m |      |
| 2015 | パシフィックゲームズ         | ポートモレスビー | ハンマー投 | 準優勝          | 58.66m |      |
| 2015 | 世界陸上競技選手権大会       | 北京             | 円盤投     | 予選敗退 (25位) | 59.07m |      |
| 2016 | オリンピック                 | リオデジャネイロ | 円盤投     | 予選敗退 (29位) | 57.24m |      |
| 2017 | 世界陸上競技選手権大会       | ロンドン         | 円盤投     | 予選敗退 (19位) | 61.62m |      |
| 2018 | コモンウェルスゲームズ       | ゴールドコースト | 円盤投     | 8位             | 59.56m |      |
| 2019 | 世界陸上競技選手権大会       | ドーハ           | 円盤投     | 予選敗退 (21位) | 61.80m |      |
| 2021 | オリンピック                 | 東京             | 円盤投     | 予選敗退 (18位) | 61.72m |      |
| 2022 | 世界陸上競技選手権大会       | ユージーン       | 円盤投     | 8位             | 65.57m |      |
| 2022 | コモンウェルスゲームズ       | バーミンガム     | 円盤投     | 4位             | 64.56m |      |

## 記録
| 種目       | 記録   | 年月日        | 場所             | 備考     |
| ---------- | ------ | ------------- | ---------------- | -------- |
| 砲丸投     | 17.22m | 2013年6月4日  | パペーテ         |          |
| 円盤投     | 67.48m | 2021年5月22日 | ツーソン         | 国内記録 |
| ハンマー投 | 58.66m | 2015年7月15日 | ポートモレスビー | 国内記録 |